# George Becali
George Becali, cunoscut ca Gigi Becali, (n. 25 iunie 1958, Vădeni, România) este un om de afaceri, scriitor și politician român.
A fost membru al Parlamentului European între iunie 2009 și decembrie 2012 și membru al Parlamentului României din decembrie 2012 până la condamnarea penală în mai 2013.
Este cunoscut pentru actele filantropice în sprijinul unor comunități de sinistrați, asociații religioase, dar și declarațiile publice controversate, în acest sens Washington Post menționând „înclinația lui pentru retorica homofobă, misogină și rasistă”.
Deține și conduce clubul FCSB, unde stilul său de micromanagement este criticat de presa sportivă și identificat drept cauză a faptului că, în ciuda investițiilor generoase, echipa obține rezultate mai slabe decât ar putea.

## Familia și începutul vieții
Bunicul său din partea tatălui, Gheorghe Becali, era aromân originar din regiunea Korça, Albania și în 1928 a fost strămutat în Cadrilater, în județul Durostor, pe atunci în România. El a avut patru copii: Haralambie, Atanase (tatăl lui George), Toma și Constantin. După tratatul de la Craiova din 1940 și pierderea Cadrilaterului de către România, familia Becali a fost strămutată lângă Călărași, iar după al Doilea Război Mondial a fost mutată în Banat, unde a locuit în Săcălaz, pe strada IV, numărul 300, în casa unor șvabi care fuseseră deportați în URSS. Atât Gheorghe Becali, cât și Haralambie și Toma, au fost cercetați de autoritățile comuniste pentru simpatia față de legionari. Pe de altă parte, mutarea masivă a aromânilor munteni care se ocupau cu creșterea oilor într-un sat șvăbesc de câmpie a dus la conflicte interetnice care, coroborate cu simpatiile legionare ale unora dintre membrii familiei, a făcut ca autoritățile comuniste să-i deporteze în Bărăgan în 1951.
Acolo, la Zagna (județul Brăila), în 1958, s-a născut George Becali. Un an mai târziu, domiciliul forțat a fost anulat, iar familia s-a mutat la Pipera, lângă București.

## Acumularea averii
George Becali a lucrat inițial ca lăcătuș-mecanic la ICCE, pe platforma Băneasa. După evenimentele din 1989, cu ajutorul unei moșteniri și unui împrumut de la Hagi, a început să importe blugi, țigări și săpun cu TIR-uri din Turcia. Marea parte a averii sale însă provine din investiții imobiliare. Averea sa a fost estimată la 725 milioane euro în 2008 în „Top 500 Forbes”, aceasta scăzând substanțial în urma crizei și a scăderii prețurilor imobiliare, dar și ca urmare a transferării unei părți pe numele fetelor sale. Averea era estimată la 140–300 milioane euro în 2012, și la 325–425 milioane de euro în 2022.

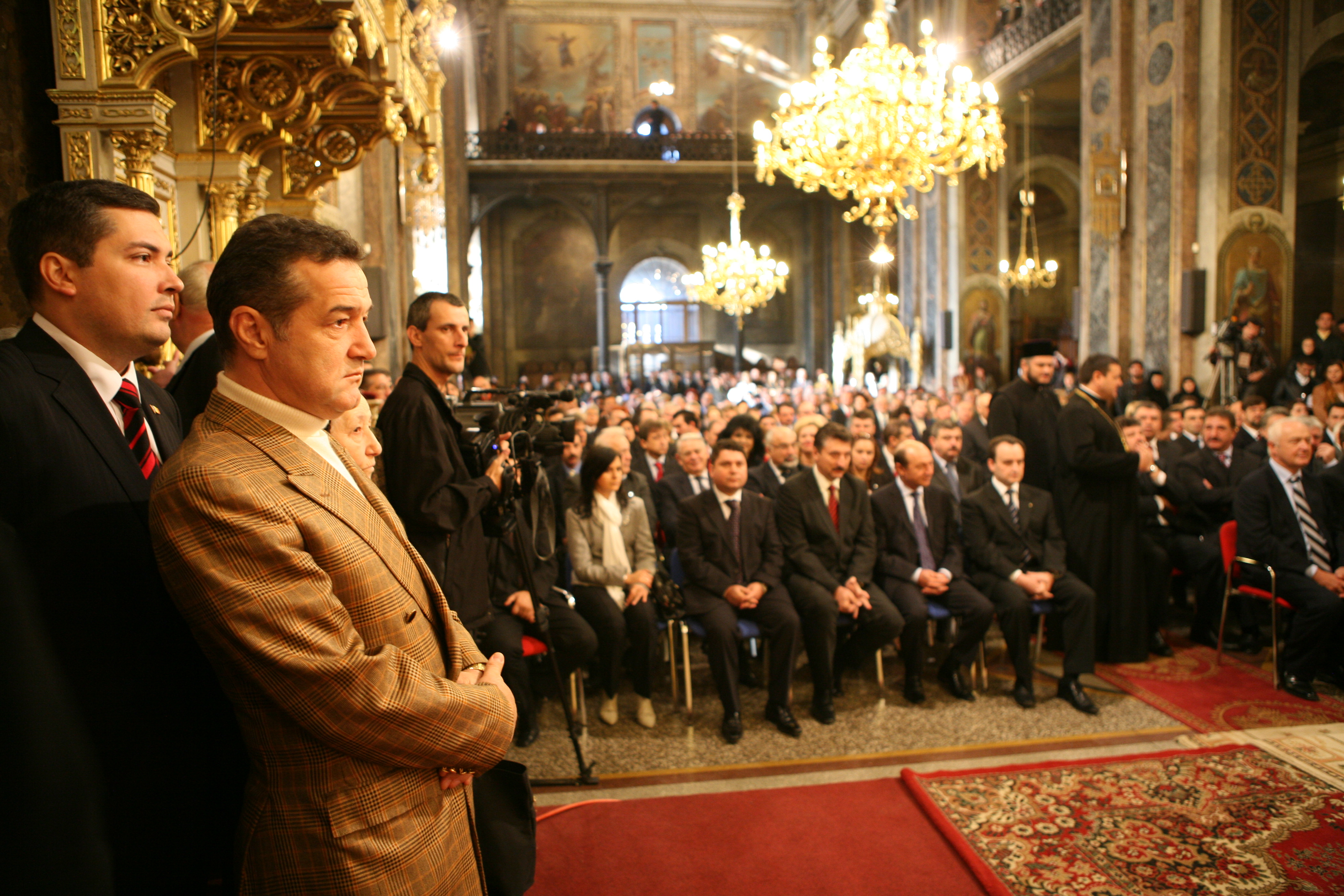
Președintele PNG-CD, Becali, și deputatul Vlad Hogea (vicepreședinte al partidului) asistând la slujba de Sf. Parascheva, oficiată în Catedrala Mitropolitană din Iași, 14 octombrie 2006

A donat bani pentru construirea de biserici, precum donația de câteva milioane de euro făcută către bisericile ortodoxe românești de la Muntele Athos. Printre acțiunile de binefacere a fost construirea unui sat pentru sinistrații de la Vadu Roșca (județul Vrancea), Rast (județul Dolj) și Arbore, Suceava (județul Suceava).
Conform emisiunii TVR „Mari români” din 2006, lansată sub forma unei campanii de identificare a celor mai mari români din toate timpurile, din 100 de „Mari români” aleși de participanți, Becali a ieșit pe locul 13.
În 2013 a fost condamnat la 3 ani de închisoare cu suspendare în dosarul lipsirii ilegale de libertate din 2009. Ulterior și-a dat demisia din PNL, devenind deputat independent. În urma unei condamnări ulterioare,  această condamnare s-a activat și astfel mandatul său de parlamentar a încetat de drept pe 20 mai 2013.
Pe 3 aprilie 2015 Becali a fost eliberat condiționat din Penitenciarul Poarta Albă, după ce a executat o treime din pedeapsa de trei ani și șase luni de închisoare.

## Afacerile
În 2008, în conformitate cu estimările Forbes România, Becali a devenit cel mai bogat om din România, cu o avere estimată între 2,8 și 3 miliarde de dolari. Conform unei estimări concurente, realizate de cotidianul Adevărul (deținut de concurentul său de atunci, Dinu Patriciu) cu o avere estimată la 700–750 milioane euro în 2008, Becali ar fi ocupat doar locul șapte în clasamentul celor mai bogați români. Deține 26% din clubul sportiv Steaua, palatul de pe Aleea Alexandru nr. 1 din București, și numeroase proprietăți imobiliare. În plus, Becali este acționar la fabrica de armament Uzina Mecanică Drăgășani, la Avicola Iași, Arco și la grupul de firme Arcom. Mai deține și 59% din compania Romes SA.
În iunie 1999, Becali a efectuat un schimb de terenuri cu Ministerul Apărării Naționale, în termeni dezavantajoși pentru armată, rezultând un câștig de aproximativ 3 milioane de dolari în favoarea lui Becali. Becali nu era proprietar pe aceste terenuri la data înaintării ofertei de schimb de terenuri, ci le-a cumpărat după ce a avut siguranța că oficialii din conducerea MApN vor aviza tranzacția. Mai mult, terenurile în cauza erau revendicate, iar schimburile erau interzise de lege.
Becali și-a transformat zona de trei hectare, din spatele vilei sale din Pipera, în stână, livadă și gradină de legume. El își dedică timpul grădinii sale, de care se bucură turma sa de oi și o vacă.
Becali a fost condamnat la 3 ani de închisoare cu executare pe 20 mai 2013. Potrivit procurorilor, în perioada 1996-1999, în calitate de administrator al terenurilor domeniului proprietate publică a statului din zona Voluntari (fosta Fermă Roșia), MApN a efectuat două schimburi de terenuri cu Becali, suprafața totală cedată acestuia în urma celor două schimburi fiind de 28,89 hectare de teren arabil intravilan, schimburi ce au avut drept consecință prejudicierea statului român cu suma totală de 892.758 de dolari. În același dosar, fostul ministru al apărării Victor Babiuc și fostul șef al Statului Major General Dumitru Cioflină au primit câte doi ani de închisoare, tot cu executare.

## Activitate politică

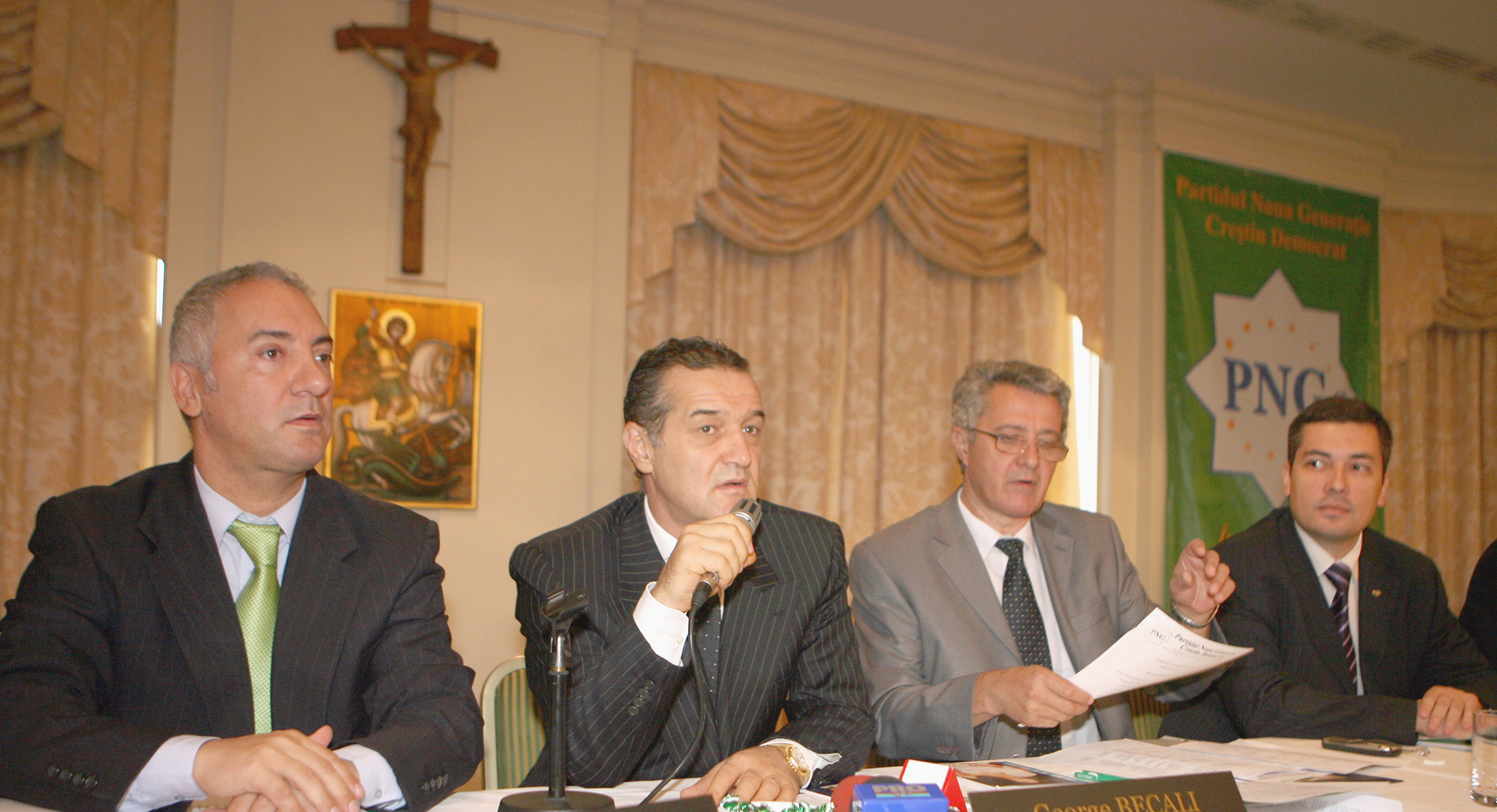
Catalin Dancu (secretar general), Becali (președinte), Marian Oprea și Vlad Hogea (vicepreședinți) în prezidiul Consiliului Național al PNG-CD, 14 septembrie 2007

În 2000 a candidat pentru Camera Deputaților din partea unei asociații a italienilor din România, ratând cu puțin intrarea în Parlament.
A preluat Partidul Noua Generație de la fondatorul acestuia, Viorel Lis, fost primar al Bucureștiului, devenind președinte al acestui partid pe 10 ianuarie 2004. A promovat o doctrină creștină, de dreapta, cu accente naționaliste, apropiată de cea a Partidului România Mare și a partidelor extremiste europene. În 2004 a preluat conducerea Partidului Noua Generație, iar în 2007 BBC a vorbit despre ascensiunea rapidă a lui Becali în politică, acesta fiind descris ca un populist bogat. El este asemănat cu fostul prim-ministru al Italiei, Silvio Berlusconi, vrând să folosească fotbalul și banii pentru a ajunge la vârf. „Vreau să ucid diavolul din România, corupția și minciuna”– îl citează BBC pe Becali.
În 2004 a participat la alegerile pentru președinția României, fiind candidatul acestui partid. A obținut 1,77% din opțiunile de vot. La alegerile europarlamentare din 2007, s-a aflat pe prima poziție pe lista PNG, dar partidul său a obținut 4,85% din voturi; i-au lipsit 0,15% pentru trecerea pragului electoral.

### În Parlamentul European
A fost ales în Parlamentul European pe 7 iunie 2009 pe lista Partidului România Mare, alături de Corneliu Vadim Tudor. În cele nouă luni până în martie 2010 a participat la numai 10 din cele 37 de ședințe în plen, fiind reprezentantul României cu cea mai slabă prezență, de numai 27%. Prin aceasta a contribuit, alături de Corneliu Vadim Tudor și Traian Ungureanu, la plasarea României pe ultimul loc între națiunile reprezentate în Parlamentul European, România având o prezență de numai 84,46%. În perioada menționată el a vorbit în plenul Parlamentului European de cinci ori și a depus un singur amendament; nu a pus nici o întrebare, nu a făcut nici o propunere de rezoluție, nu a avut nici o declarație scrisă și nu a elaborat nici un raport. Pe site-ul Parlamentului European se găsește situația activității fiecărui europarlamentar, inclusiv a lui Becali, care a avut un număr de 87 de luări de cuvânt în plenul Parlamentului, inclusiv cu problematica și textul acestora.

### În Parlamentul României
La alegerile legislative din 2012 a candidat pentru un mandat de deputat în Colegiul 25 din București, pe din partea Uniunii Social-Liberale, ca membru al PNL. El a fost ales cu majoritatea de voturi (65%). După depunerea jurământului, Becali a fost numit membru în comisia juridică a Camerei Deputaților.
Pe 11 februarie 2013, ca urmare a condamnării cu suspendare pentru sechestrare de persoane, și-a dat demisia din PNL, devenind deputat independent; mandatul său a încetat după condamnarea definitivă, la trei ani de închisoare cu executare, primită pentru coruperea unor înalți funcționari publici în scopul facilitării unui schimb de terenuri.

### Întoarcerea la politică (2024–prezent)

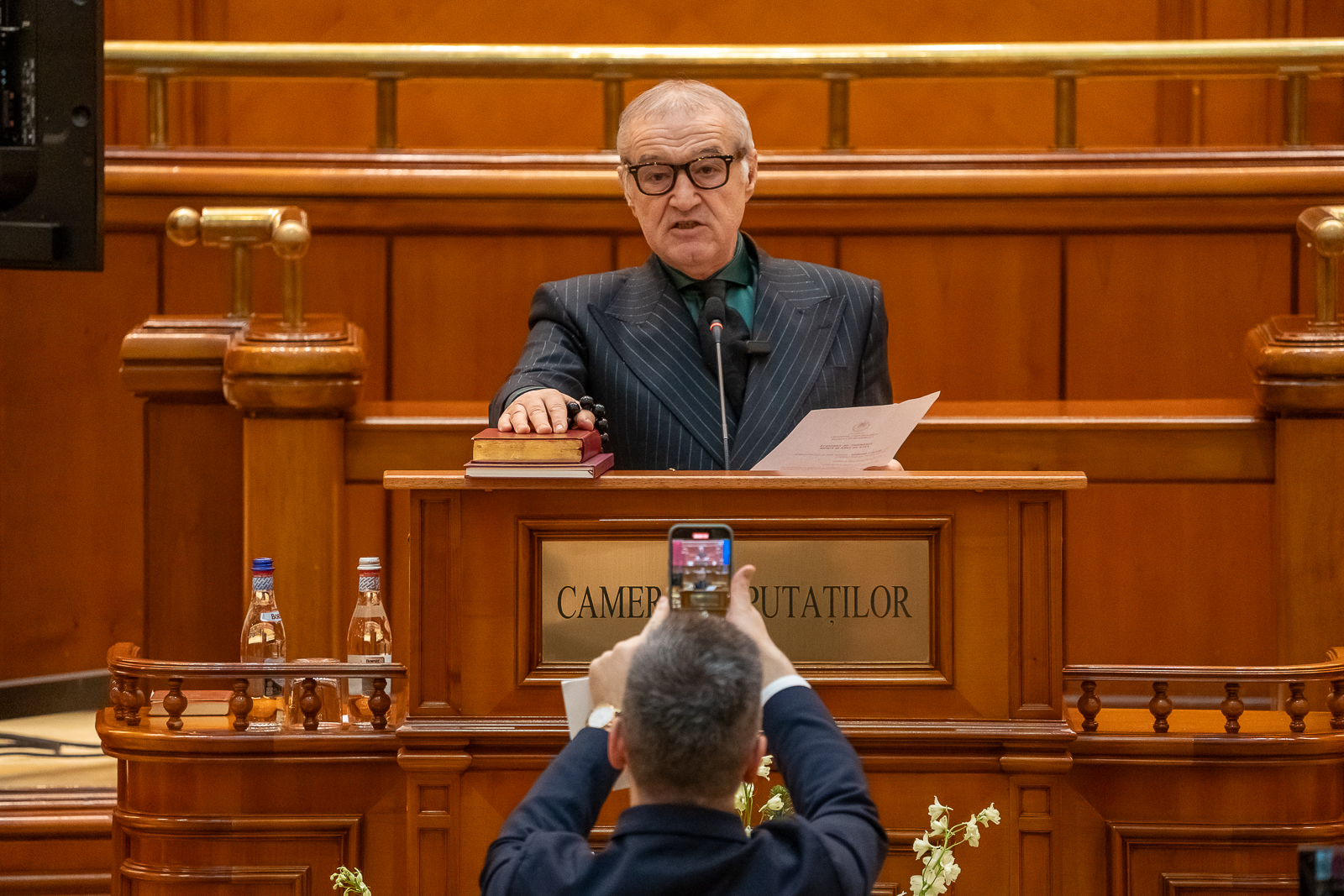
Becali depunând jurământul, 21 decembrie 2024

În contextul alegerilor parlamentare din 2024, Becali a decis să revină în politică prin a anunța oficial că va candida pentru un loc în Camera Deputaților din partea AUR. Acesta a subliniat că își dorește să contribuie la promovarea valorilor naționale și ortodoxe, aspecte care se regăsesc în platforma politică a AUR. De asemenea, el a menționat că susține candidatura lui George Simion la Președinția României. La alegerea sa, Libertatea l-a descris pe Becali drept una dintre cele mai „exotice personalități” ale noii legislaturi.
Pe 14 martie 2025, Becali a părăsit partidul ca urmare a deciziei lui Simion de a strânge semnături pentru o candidată la președinție, Anamaria Gavrilă, declarând:
„La prima apariție mi-a plăcut de ea [Gavrilă], în prima zi la Parlament am și dat mâna cu ea că părea o femeie bună, după care, după aparițiile ei, mi-am dat seama că e o femeie foarte obraznică, cu un tupeu și o obrăznicie ieșite din comun. Femeia își pierde feminitatea când e așa”—Gigi Becali, 14 martie 2025
Simion a reacționat declarând, „Suntem în postul Paștelui, e bine să fim buni creștini, să întoarcem și obrazul celălalt”. Pe 23 martie, Becali a susținut că Simion l-a sunat să-și ceară scuze, spunându-i, se pare, „Nea Gigi, iartă-mă, am greșit”. După înfrângerea lui Simion în fața lui Nicușor Dan în turul al doilea al alegerilor prezidențiale din 2025 pe 18 mai, Becali a spus despre Simion, că „nu mai este sănătos la cap”.

## Controverse

### Generalități
Becali este un om controversat, face o politică populistă și își face pe larg cunoscută ideologia ultra-naționalistă, afirmând că stânga politică ar fi „unealta diavolului”. Becali este criticat nu numai pentru invectivele sale la adresa unor personalități publice, într-un incident numind-ul pe istoricul Neagu Djuvara „moș senil”,, dar și pentru ieșirile sale rasiste, antisemite sau homofobe. Este cunoscut și din pricina faptului că își întoarce deseori declarațiile. Un exemplu este aducerea fotbalistului brazilian Élton Jose Xavier Gomes în Ghencea. Lăudat la sosire presei, Becali îl critică aspru doar două luni mai târziu: „Élton e circar și nu are ce să mai caute la Steaua”. Este criticat pentru implicarea în alcătuirea echipei.

### La televiziune
Populiste sunt și aparițiile lui la televizor, unde la programe politice refuză a răspunde la întrebările dictate de crainici, încercând să preia controlul și folosind expresii ieșite din context, atacă personaje politice, comparându-se cu foști domnitori români (Mihai Viteazul, numindu-se voievod etc.). De altfel, Becali a avut probleme cu justiția din cauza folosirii imaginii lui Mihai Viteazul, dintr-un film regizat de Sergiu Nicolaescu, avându-l ca actor principal pe Amza Pellea, pentru campania sa electorală.

### Agresiuni verbale
Becali a atras atenția asupra sa și prin agresiunea verbală împotriva unui jurnalist, Becali exprimându-și printr-o serie de înjurături nemulțumirea față de postul Antena 1, condus de unul dintre adversarii săi politici, Dan Voiculescu. Chiar a pretins că unele dintre ele să fie publicate a doua zi în ziar, cu cenzura de rigoare.
Pentru că nu a respectat ordinele lui Becali privind poziția în teren a lui Mirel Rădoi (intervenția patronului în alcătuirea echipei nefiind ceva normal în fotbalul civilizat), antrenorul Gheorghe Hagi a fost aproape de a fi demis, dar Becali s-a răzgândit, conform propriilor declarații, doar fiindcă Hagi este nașul său. În cele din urmă, Hagi și-a dat demisia, punând gestul său pe seama comportamentului lui Becali, pe care l-a acuzat de un comportament nedemn față de Steaua. Becali încearcă să scape de antrenorii care nu-i convin, debusolându-i.

### Cazul celor 1.700.000 de euro
Pe 7 mai 2008 Direcția Națională Anticorupție Cluj a reținut cinci persoane din anturajul lui Becali care aveau asupra lor suma de 1,7 milioane de euro, sumă care se presupune că ar fi fost destinată jucătorilor de la clubul de fotbal Universitatea Cluj pentru a nu pierde meciul cu CFR Cluj. În replică, Becali a afirmat că banii erau destinați cumpărării de bomboane. Pe 18 decembrie 2008, DNA i-au trimis în judecată pe Becali, Teia Sponte, vicepreședinte al Consiliului de Admnistrație al FC Steaua, și Victor Pițurcă, antrenorul echipei naționale de fotbal, într-un dosar numit „Valiza”. Pe 17 aprilie 2012, Înalta Curte de Casație și Justiție a decis achitarea lui Gigi Becali în acest dosar, dar aceasta sentință nu a fost definitivă.
Pe 4 iunie 2013, Înalta Curte de Casație și Justiție a dat sentința definitivă, condamnându-l pe Becali la trei ani de închisoare cu executare, pentru dare de mită și pentru fals. Pe 3 aprilie 2015, Becali a fost eliberat condiționat. A revenit imediat la conducerea clubului Steaua. Nici un for fotbalistic, nici presa sportivă, nici justiția, nu au protestat la revenirea lui în fotbal, acolo unde a comis infracțiunea pentru care a fost condamnat.

### Cazul lipsirii ilegale de libertate
Pe 2 aprilie 2009 a fost ridicat cu mandat de arestare de la domiciliul său din cartierul Pipera din București sub învinuirea de lipsire ilegală de libertate și a fost prezentat Judecătoriei sectorului 1 al Capitalei. Instanța a hotărât arestarea preventivă lui Becali împreună cu alți patru complici făptuitori pentru 29 de zile. Aceștia au făcut recurs sentinței judecătorești, Tribunalul București respingându-le recursul și menținând decizia primei instanțe, respectiv motivarea Judecătoriei Sectorului 1: „[...] organele judiciare sunt singurele abilitate să efectueze cercetări pentru aflarea adevărului, iar neacceptarea acestui principiu ar însemna pentru toți cetățenii că au posibilitatea de a-și face singuri dreptate, prin sancționarea unei fapte ilicite prin comiterea unei alte fapte ilicite”. La judecarea recursului, Becali a cerut recuzarea completului de judecată, fără succes.
Pe 11 februarie 2013 a fost condamnat la 3 ani de închisoare cu suspendare în dosarul lipsirii ilegale de libertate din 2009.

## Cărți
Note:
- Becali, George (2014). Muntele Athos, Patria Ortodoxiei. București: Saeculum I.O. p. 176. ISBN 978-973-642-335-2. Parametru necunoscut |lunăoriginală= ignorat (ajutor)
- Becali, George (2014). Becali și politica: începuturile. București: Saeculum I.O. ISBN 978-973-642-347-5.
- Becali, George (2014). Iubirea milostivă mântuitoare. București: Saeculum I.O. ISBN 978-973-642-348-2.
- Becali, Gheorghe (2014). Becali și Steaua. București: Saeculum I.O. ISBN 978-973-642-346-8.
- Becali, Gheorghe (2015). Becali - Parlamentul Europei și Parlamentul României. București: Saeculum I.O. ISBN 978-973-642-349-9.